# Suite (Nielsen)
Pour les articles homonymes, voir Suite.
La Suite opus 45 est un cycle de six pièces pour piano de Carl Nielsen composé en 1919-1920. Le concept qui sous-tend ce recueil est celui de tonalité évolutive avec fa dièse au début et si bémol majeur en conclusion.

## Structure
1. Allegretto un pochettino à
2. Poco moderato à
3. Molto adagio e patetico
4. Allegro innocente à
5. Allegretto vivo à
6. Allegro non troppo ma vigoroso à